# Edsbro distrikt
Edsbro distrikt är ett distrikt i Norrtälje kommun och Stockholms län. 
Distriktet ligger i nordvästra delen av kommunen. 

## Tidigare administrativ tillhörighet
Distriktet inrättades 2016 och utgörs av socknen Edsbro i Norrtälje kommun.
Området motsvarar den omfattning Edsbro församling hade vid årsskiftet 1999/2000.